# Ricardo Cabanas
Ricardo Cabanas (* 17. Januar 1979 in Zürich) ist ein ehemaliger Schweizer Fussballspieler. Er spielte im Mittelfeld.

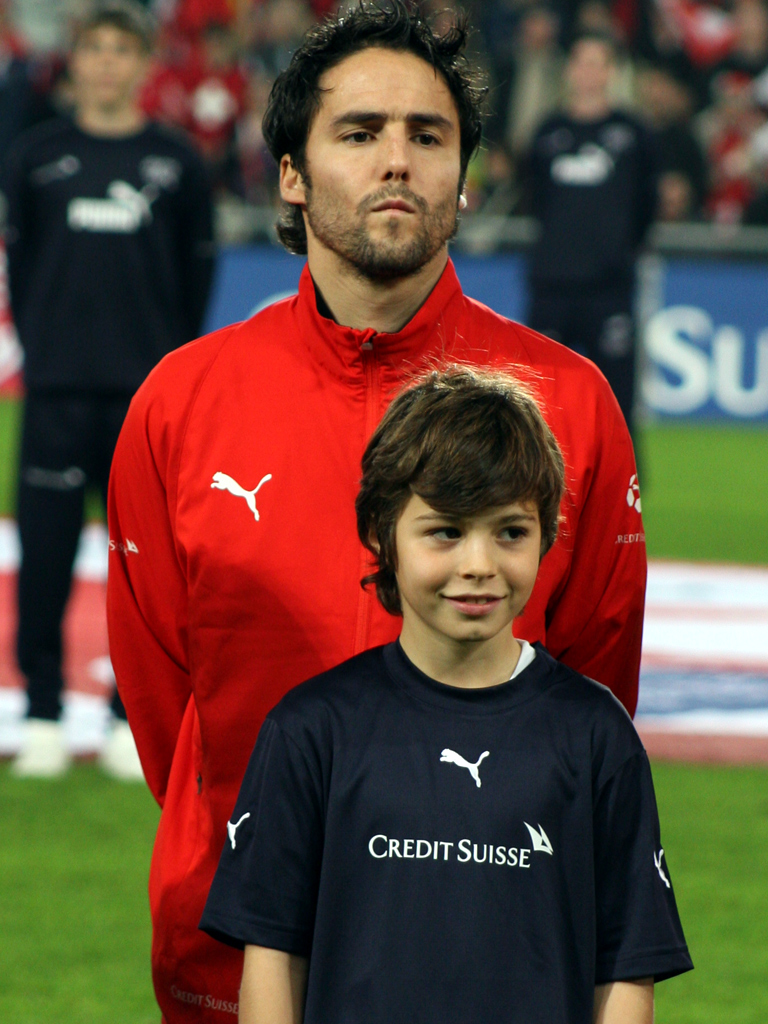
Ricardo Cabanas vor dem Spiel Schweiz – Brasilien am 15. November 2006

## Karriere

### Vereine
Cabanas wurde als Sohn spanischer Einwanderer aus der Region Galicien in Zürich geboren. Bereits im Alter von 15 Jahren stand er beinahe vor dem Ende seiner Karriere, weil er an einer Arthritis im rechten Knie litt.
Er spielte in der Jugend des Grasshopper Club Zürich, mit der er 1998 den Blue Stars/FIFA Youth Cup gegen Internacional Porto Alegre gewann. Ab der Saison 1998/99 kam er regelmäßig für die erste Mannschaft des GC in der Nationalliga A zum Einsatz. Mit dem Grasshopper Club feierte Cabanas dreimal den Gewinn der Schweizer Fussballmeisterschaft.
Im Sommer 2003 wechselte er zum damaligen französischen Erstligisten EA Guingamp. Nach 17 Spielen in der Ligue 1 wechselte er im Januar 2004 bereits zurück zu den Grasshoppers, wo er auch zum Captain bestimmt wurde. 
Im Januar 2006 folgte er seinem Trainer Hanspeter Latour in die deutsche Bundesliga und unterschrieb einen Vertrag beim 1. FC Köln mit einer Laufzeit bis zum Ende der Saison 2009/2010; die Ablösesumme betrug 650.000 Euro. In Köln erhielt er den Spitznamen Kabänes, ein in der Gegend bekannter Magenbitter. Der Verein stieg am Ende der Saison 2006/07 in die 2. Bundesliga ab. Am 13. Juni 2007 löste er seinen Vertrag bei Köln auf und ging erneut zurück zu den Grasshoppers Zürich, wo er einen Fünfjahresvertrag erhielt. Nach dessen Ablauf im Sommer 2012 beendete er seine aktive Karriere als Fussballer.

### Nationalmannschaft
Nachdem Cabanas 1998 die Schweizer Staatsbürgerschaft angenommen hatte, wurde er zunächst in der U21-Nationalmannschaft eingesetzt. Mit ihr erreichte er 2002 bei der U21-Europameisterschaft in der Schweiz das Halbfinale. 
Sein Debüt für die Schweizer A-Nationalmannschaft gab er am 16. August 2000 in einem Freundschaftsspiel gegen Griechenland. Ab 2002 war er fester Bestandteil des A-Kaders und schaffte mit der Nati die Qualifikation zur EM 2004 in Portugal. Bei dem Turnier kam er in zwei Gruppenspielen gegen England und Frankreich zum Einsatz, schied jedoch mit der Mannschaft als Gruppenletzter aus.
In der Qualifikationsrunde für die WM 2006 in Deutschland wurde er im Auswärtsspiel der Schweizer in Frankreich am 26. März 2005 im Stade de France von der Sportzeitung L’Équipe zum besten Feldspieler gewählt. Die Schweiz qualifizierte sich erstmals seit 1994 wieder für eine WM-Endrunde. Dort stand Cabanas in allen fünf Schweizer Partien auf dem Platz und erreichte mit seiner Mannschaft das Achtelfinale, welches im Elfmeterschiessen gegen die Ukraine unglücklich verloren wurde. Cabanas verschoss dabei seinen Elfmeter ebenso wie seine Teamkollegen Streller und Barnetta.
Auch bei der EM 2008 in Österreich und der Schweiz stand im Aufgebot der Schweiz. Er kam in zwei Gruppenspielen zum Einsatz, eher die Mannschaft als Gruppenletzter ausschied. Sein letztes Länderspiel war die 0:2-Niederlage gegen Portugal am 15. Juni 2008. In insgesamt 51 Länderspielen für die Schweizer Nationalmannschaft gelangen ihm vier Treffer.
Zudem bestritt Cabanas zwei inoffizielle Freundschaftsspiele für die Fußballauswahl Galiciens, die Heimatregion seiner Eltern.

## Persönliches
Nach seinem Karriereende als Spieler war Cabanas zunächst als Jugendcoach beim Grasshopper Club Zürich tätig und absolvierte berufsbegleitend die Erwachsenen-Matura. Im Anschluss studierte er Geschichte und spanische Sprach- und Literaturwissenschaft an der Universität Zürich. Nun arbeitet er als Gymnasiallehrer und unterrichtet die Fächer Geschichte und Spanisch.
Cabanas ist verheiratet und Vater von zwei Kindern. Sein Vater, der auch Ricardo heißt, war ebenfalls Fußballer und spielte unter anderem für den SC Kriens und AC Bellinzona. Sein Cousin Raúl Cabanas ist ebenfalls ehemaliger Fußballprofi und spielte bei den Grasshoppers mit Ricardo in einer Mannschaft.

## Erfolge und Auszeichnungen
- Schweizer Meister: 1997/98, 2000/01, 2002/03 (mit dem Grasshopper Club Zürich)
- Wahl zum Axpo Player of the Year: 2005